# 3411 Debetencourt
3411 Debetencourt (1980 LK) là một tiểu hành tinh vành đai chính được phát hiện ngày 2 tháng 6 năm 1980 bởi Debehogne, H. ở La Silla.